# Lapland New Forest
Lapland New Forest è stato un parco divertimenti a tema natalizio, situato nella New Forest, vicino a Ringwood, nell'Hampshire, in Inghilterra.
Pubblicizzato come winter wonderland (lett. "paese invernale delle meraviglie"), Lapland New Forest era un parco a tema natalizio le cui attrazioni comprendevano un presepe, un "magico tunnel di luci" (un corridoio alberato illuminato), una pista di pattinaggio, delle capanne di tronchi, un mercatino di Natale e una "grotta di Babbo Natale".
Il parco aprì le porte il 28 novembre del 2008 ma chiuse una settimana dopo a causa delle numerose lamentele da parte dei visitatori, che si ritennero truffati per la moltitudine di attrazioni malfunzionanti o di scarsa qualità. Questi fattori spinsero qualcuno a ribattezzare colloquialmente il parco winter blunderland (lett. "paese invernale delle cantonate") e a correlarlo ad altre attrazioni turistiche controverse come, ad esempio, la Willy's Chocolate Experience, tenuta a Glasgow a febbraio 2024.

## Storia

### Apertura
Lapland New Forest nacque su iniziativa dei fratelli Victor ed Henry Mears di Brighton, a quel tempo rispettivamente di 67 e 60 anni. Victor aveva alle spalle diverse condanne per evasione fiscale e frode.
Per gestire il parco e l'affitto del relativo terreno di 40 acri, il 12 agosto 2008 fu fondata l'azienda Lapland New Forest Ltd.
La campagna pubblicitaria iniziò l'autunno del 2008 con l'inserimento di annunci su diversi giornali inglesi, accompagnati dall'apertura di un sito web dedicato e dalla distribuzione di volantini.
Il 22 settembre iniziò la prevendita dei biglietti. Prima che il parco aprisse il 28 novembre, ne furono acquistati 50.000, al prezzo di 25 sterline, fruttando più di 1,2 milioni.
Secondo i piani, il parco sarebbe rimasto aperto fino al 24 dicembre.

### Chiusura e conseguenze
Lapland New Forest fu chiuso il 4 dicembre 2008, una settimana dopo l'apertura.
Il disastroso esito dell'attività indusse i responsabili ad optare per la liquidazione volontaria della Lapland New Forest Ltd. già a febbraio 2009. La procedura di liquidazione fu affidata allo studio di consulenza Grant Thornton.
A febbraio 2011, i gestori del parco Victor e Henry Mears furono ritenuti colpevoli di otto accuse e di pubblicità ingannevole al pubblico (le espressioni utilizzate nei canali pubblicitari come "bellissime baite innevate", "magico tunnel di luce", "vivace mercatino di Natale" e "meravigliosa pista di pattinaggio sul ghiaccio" ne fornivano un'immagine decisamente fuorviante). Un mese dopo, essi furono entrambi condannati a tredici mesi di reclusione.
La condanna fu tuttavia annullata dalla Corte d'Appello ad ottobre dello stesso anno, in seguito ad alcune dichiarazioni secondo cui uno dei giurati avrebbe ricevuto alcuni SMS dal suo fidanzato durante il processo, su uno dei quali era scritto semplicemente "colpevole" e che fu visto da altri giurati. Secondo la Corte d'Appello, ciò rendeva le loro accuse incerte. Il Dorset Trading Standards (ufficio locale dell'ente per la protezione dei consumatori), che aveva intentato il processo, non richiese un secondo giudizio poiché gli imputati avevano già scontato un periodo di detenzione.
Nel 2013 lo stato di insolvenza in cui sprofondò l'azienda, dovuto alla provata incapacità di tenere i registri contabili, costò a Victor Mears il bando decennale da qualsiasi incarico dirigenziale di aziende fondate su società di capitali.

## Accoglienza
Il parco fu aspramente criticato da numerosi visitatori. Stando alle testimonianze, il presepe era un «cartello dipinto orribilmente, visibile attraverso un campo fangoso», il "magico tunnel di luci" una fila di alberi addobbati con luci tutt'altro che entusiasmante, la pista di pattinaggio si era sciolta a causa del generatore difettoso, le "capanne di tronchi" erano casette da giardino vuote, il mercatino natalizio aveva solo quattro bancarelle e richiedeva un pagamento extra per accedervi, i cani husky e le renne venivano trattati molto male e la grotta di Babbo Natale era una capanna mal decorata.

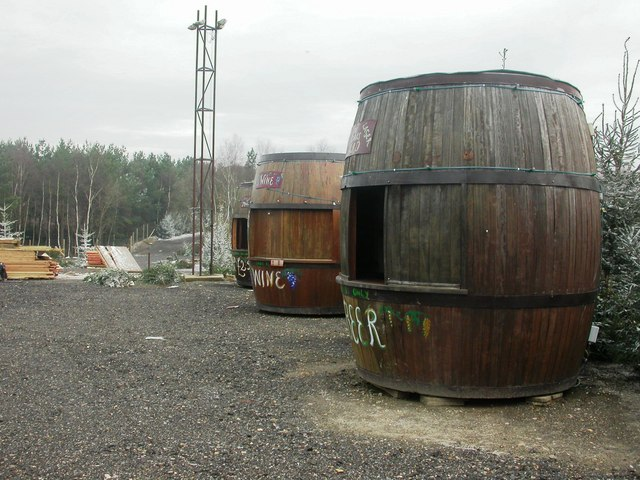
Botti giganti usate come sportelli di servizio

Si verificarono anche diversi litigi tra le persone e gli addetti, inclusi una madre che schiaffeggiò e rimproverò un elfo lamentandosi dell'evento, due padri che ebbero una rissa all'interno della casetta di pan di zenzero e Babbo Natale che fu preso a pugni da un padre furioso dopo che al figlio non fu consentito di sedersi sulle sue ginocchia nonostante le ore di attesa. Un lavoratore impiegato come pupazzo di neve fuggì addirittura con ancora indosso il costume, dopo aver ricevuto numerosi insulti. I bambini che attendevano con ansia l'evento scoppiarono in lacrime, in particolare quando l'attore che interpretava Babbo Natale fu sorpreso a fumare.

## Impatto culturale
Nel tempo diversi studi economici, giuridici e aziendali hanno analizzato la vicenda, facendola assurgere ad esempio estremo negativo in ciascuno dei propri ambiti: si può dire che ha fatto scuola, chiaramente in senso negativo. La vicenda è inoltre stata richiamata diverse volte in contesti di critica politica come arma di denigrazione dell'avversario.

### Nazionale
Nel 2010 l'opinionista Richard Littlejohn disse che la vicenda del parco ricordava molto la situazione del Regno Unito durante i mandati del laburista Gordon Brown, in cui numerose promesse di benefici sociali furono fatte, ma poi mai concretizzate.
Al di là della copertura mediatica e dell'esito processuale, la vicenda fu rilevante nell'ambito giuridico della tutela dei consumatori: nel 2011 lo studio legale Osborne Clarke di Londra la citò come caso esemplare delle potenziali conseguenze di una forte connessione tra il fenomeno della pubblicità ingannevole e l'assenza di responsabilità personale dei dirigenti.
Nel 2017, la giornalista di The Guardian Marina Hyde, commentando un discorso tenuto a Firenze dal primo ministro inglese Theresa May, paragonò i promessi vantaggi della Brexit alla pubblicità ingannevole del parco Lapland New Forest.

### Internazionale
Scott Lukas, docente e antropologo culturale statunitense, nel 2012 lo portò ad esempio di ambientazione non credibile, non plausibile (unbelievable): difetto che cozzava con uno dei pilastri del design di ambienti immersivi e che decretò il fallimento dell'intero progetto.
Analizzando caratteristiche e limiti della gestione aziendale dei parchi a tema, nel 2023 gli studiosi Freitag, Carlà-Uhink e Clavé (rispettivamente tedeschi e spagnolo) lo hanno etichettato come esempio di fallimento estremo, dovuto all'eccessivo taglio dei costi (a level of investment kept so cynically low).